# L'Wren Scott
Luann Bambrough (Roy, 28 de abril de 1964 – Chelsea, 17 de março de 2014) foi modelo e estilista americana.
Era namorada de Mick Jagger de 2001 até a data de sua morte.
Scott iniciou sua carreira como modelo, sendo descoberta pelo fotógrafo Bruce Weber quando tinha apenas 17 anos. A modelo de 1,93m, no início dos anos 90 decidiu ser estilista. Já criou modelitos para Penélope Cruz, Nicole Kidman, Angelina Jolie, entre outras.